# Chambeire
Chambeire település Franciaországban, Côte-d’Or megyében. Lakosainak száma 413 fő (2022. január 1.). Chambeire Remilly-sur-Tille, Tellecey, Cessey-sur-Tille, Labergement-Foigney, Lamarche-sur-Saône és Longchamp községekkel határos.

## Népesség
A település népességének változása:
| Lakosok száma | 143  | 205  | 225  | 249  | 377  | 396  | 386  | 392  | 398  | 413  |
|               | 1968 | 1982 | 1990 | 2006 | 2013 | 2015 | 2017 | 2019 | 2020 | 2022 |